# Rafaila
Rafaila es una comuna ubicada en el distrito de Vaslui, Rumania.

## Superficie
Posee una superficie de 27,28 kilómetros cuadrados.

## Demografía
Hasta 2021 la población era de 1563 habitantes, con una densidad de población de 57,29 habitantes por kilómetro cuadrado.